# Гиват-Йеарим
Гиват-Йеарим (ивр. גִּבְעַת יְעָרִים‎) — израильский мошав, расположенный недалеко от Иерусалима, между Эйн-Керемом и Эштаолем.

## История
Мошав был основан в июне 1950 года пятьюдесятью семьями из села Гадас в Йемене, жившими в лагере иммигрантов Эйн-Шемер.
Название взято из книги Иисуса Навина (18:28), в которой упоминается место «Гивеаф» (холм). Полностью название означает «Лесной холм».
Со времени основания жители работали в основном в сельском хозяйстве (куры, виноград, фрукты). Ныне многие жители работают за пределами посёлка.
В прошлом в Гиват-Йеарим жили в основном религиозные евреи йеменского происхождения, но с девяностых годов посёлок расширился, и в него приехало много новых жителей разного происхождения и с разными религиозными взглядами.

## Население
По данным Центрального статистического бюро Израиля, население на начало 2020 года составляло 1 455 человек.